# Mirinzal
Mirinzal là một đô thị thuộc bang Maranhão, Brasil. Đô thị này có diện tích 687,732 km², dân số năm 2007 là 13878 người, mật độ 20,18 người/km².